# Gerd Unverfehrt
Gerd Unverfehrt (* 1944; † 2009) war ein deutscher Kunsthistoriker und Direktor der Kunstsammlung der Georg-August-Universität Göttingen.

## Wirken
Gerd Unverfehrt studierte an der Universität Göttingen das Fach Kunstgeschichte, wo er 1974 mit einer Arbeit über Hieronymus Bosch. Studien zur Rezeption seiner Kunst im frühen 16. Jahrhundert (veröffentlicht 1980) promoviert wurde. 1978 übernahm er als Nachfolger von Konrad Renger die Leitung der Kunstsammlung der Universität Göttingen, die er über drei Jahrzehnte lang bis zu seinem frühen Tode 2009 innehatte.
Nach anfänglichen wissenschaftlichen Arbeiten in den 1970er Jahren zur Bildhauerkunst (Ernst von Bandel) widmete sich Unverfehrts weiteres kunsthistorisches Wirken durchweg der Malerei und Druckgraphik im Umkreis der Göttinger Kunstsammlung, mit einem Schwerpunkt auf niederländischer Kunst. In Fachkreisen vielfach zitierte Hauptwerke Unverfehrts sind Arbeiten über Hieronymus Bosch und Albrecht Dürer sowie seine Mitwirkung am 1984 erschienenen Sammelband Bild als Waffe zur Karikaturgeschichte.

## Schriften (Auswahl)
- Hieronymus Bosch. Die Rezeption seiner Kunst im frühen 16. Jahrhundert. (Dissertation Univ. Göttingen 1974) Gebrüder Mann, Berlin 1980, ISBN 3-7861-1193-6.
- Ernst von Bandels Hermannsdenkmal – Ein ikonographischer Vergleich. In: Ein Jahrhundert Hermannsdenkmal 1875–1975. Hrsg. Günther Engelbert, Detmold 1975, S. 129–151.
- Das Hermannsdenkmal. In: Ernst von Bandel, 1800–1876, Bildhauer in Hannover. Beiheft zur Ausstellung, Historisches Museum am Hohen Ufer, 26. August – 3. Oktober 1976. Hannover 1976, S. 12–16.
- Ernst von Bandels Göttinger Arbeiten. In: Göttinger Jahrbuch. Bd. 24, 1976, S. 73–97.
- mit Hartmut Döhl: Begegnungen mit der Antike. (= Hefte aus der Sammlung der Kunstsammlung der Georg-August-Universität Göttingen. Band 1). Kunstgeschichtliches Seminar und Kunstsammlung der Universität Göttingen, Göttingen 1979.
- Arminius als nationale Leitfigur. Anmerkungen zu Entstehung und Wandel eines Reichssymbols. In: Ekkehard Mai, Stephan Waetzold (Hrsg.): Kunstverwaltung, Bau und Denkmalpolitik im Kaiserreich. (= Kunst, Kultur und Politik im Deutschen Kaiserreich. Bd. 1) Berlin 1981, ISBN 3-7861-1321-1, S. 315–340.
- Christliches Exempel und profane Allegorie. Zum Verhältnis von Wort und Bild in der Graphik der Boschnachfolge. In: H. Vekeman, Justus Müller Hofstede (Hrsg.): Wort und Bild in der niederländischen Kunst und Literatur des 16. und 17. Jahrhunderts. Erftstadt 1984, S. 220–242.
- Kunstsammlung der Universität Göttingen. Die niederländischen Gemälde. Göttingen 1987.
- mit Tete Böttger: Rodtschenko. Fotograf 1891–1956. Bilder aus dem Moskauer Familienbesitz. Arkana Verlag, Göttingen 1989, ISBN 3-923257-08-2.
- mit Silvio Vietta, Manfred Boetzkes und Jochen Wagner: Renaissance in der Romantik. Johann Dominicus Fiorillo, italienische Kunst und die Georgia Augusta. Druckgrafik und Handzeichnungen aus der Kunstsammlung der Universität Göttingen. Hildesheim 1993, DNB 1141107562.
- mit Nils Büttner: Jacob van Ruisdael in Bentheim. Ein niederländischer Maler und die Burg Bentheim im 17. Jahrhundert. Verlag für Regionalgeschichte, Bielefeld 1993, ISBN 3-927085-92-8. (Digitalisat, abgerufen am 24. März 2021)
- Wein statt Wasser. Essen und Trinken bei Hieronymus Bosch. Vandenhoeck & Ruprecht, Göttingen 2003, ISBN 3-525-47007-X (Rezensionsnotizen auf perlentaucher.de, abgerufen am 21. März 2021)
- Da sah ich viel köstliche Dinge. Albrecht Dürers Reise in die Niederlande. Vandenhoeck & Ruprecht, Göttingen 2007, ISBN 978-3-525-47010-7. (Rezension von Christopher P. Heuer auf arthistoricum.net, abgerufen am 21. März 2021)
- Pieter van der Heyden (nach Hieronymus Bosch): Die Narrenrasur aus der Graphischen Sammlung der Universität. Kunstwerk des Monats im Juli 2007. (Online, abgerufen am 21. März 2021)

## Herausgeberschaft (Auswahl)
- Dürers Dinge. Einblattgraphik und Buchillustrationen Albrecht Dürers aus dem Besitz der Georg-August-Universität Göttingen. Goltze Druck, Göttingen 1997, ISBN 3-88452-862-9.
- Kunstsammlung der Universität Göttingen - Katalog der Zeichnungen (CD–ROM). Saur Verlag, München 1999, ISBN 3-598-40319-4.
- Zeichnungen von Meisterhand. Die Sammlung Uffenbach aus der Kunstsammlung der Universität Göttingen. Göttingen 2000, ISBN 3-525-47000-2.
- Gerissen und gestochen. Vandenhoeck & Ruprecht, Göttingen 2001, ISBN 3-525-47006-1.

## Mitherausgeberschaft (Auswahl)
- mit  Gerhard Langemeyer, Herwig Guratzsch und Christoph Stölzl (Hrsg.): Bild als Waffe, Mittel und Motive der Karikatur in fünf Jahrhunderten. Prestel Verlag, München 1984.
- mit Ulrich Joost: Hogarth und die Nachwelt. Von Lichtenberg bis Hrdlicka. Göttingen 1988.
- mit Frank Möbus und Friederike Schmidt-Möbus: Faust: Annäherung an einen Mythos. Wallstein Verlag, Göttingen 1995, ISBN 3-89244-096-4.